# Goulia
Goulia este o comună din departamentul Kaniasso, regiunea Folon, Coasta de Fildeș.